# ゴルビーのパイプライン大作戦
『ゴルビーのパイプライン大作戦』(ゴルビーのパイプラインだいさくせん)は、1991年4月12日に徳間書店より発売された、任天堂ファミリーコンピュータ対応コンピュータゲーム。同日にコンパイルよりMSX2版およびFM TOWNS版も発売されている。いわゆる落ちものと呼ばれるパズルゲームのひとつで、MSX・FAN誌に投稿されたゲームプログラム「水道管」「水道管II」が原案となっている。

## 概要
「落ちもの」に分類されるとおり、落ちてくるブロックを組み合わせるゲームで、各ブロックにはさまざまな形のパイプが描かれているので、それをつなげてゆく。ブロックは正方形が2個つながった形状をしているが、片側が宙空になるように接地させると、切り離される。
画面の左右に水を流すための穴が無数に開いており、落ちてくるパイプの断片をつなぎ合わせることによってパイプラインを作り、右側の穴から左側の穴へ水を流すことを目指す。パイプラインは完成すると消去され、それより下にあるブロックは水ブロック(ブルーブロック)に変わる。ブルーブロックはパイプライン完成時に隣接していると、得られる得点が上昇する。
水は右側の壁の一番下からパイプに流れる。水が流れているパイプがブロックで塞がれると、右側の壁のパイプのうち「ブロックで塞がれていない一番下のパイプ」から流れるようになる。右側の壁のパイプが全てふさがれるか、ブロックが投下される位置まで積み上げてしまうとゲームオーバーとなる。出口となる左のパイプは、ステージを進めるごとに少なくなっていく。
アイテムとして、ブロックを削るドリルや、パイプラインの先端(水の出ているところ)が落下地点の隣にある場合に発動する「水滴(発動した時点で1つのパイプラインが繋がった扱いになる)」と「水の瓶(ブルーブロックが4段分せりあがってくる)」がある。また、一定の点数に達すると画面下からロケット、気球、うなぎ等が飛び出す。
落下するブロックを使ってパイプラインを造るという特性上、パイプの先端だけでなくその先に積まれたブロックのパイプの向きも計算にいれる必要があったり、パイプの先端をふさぐとドリルで削らない限りやり直しになるなど、難易度はシビアな部類に入る。
BGMにはロシア作曲家によるクラシック音楽が使用されており、その点はゲーマー界隈で評価が高い。

## 開発
元々はMSX専門誌『MSX・FAN』に読者から投稿された「水道管II」というプログラムで、それをコンパイル社のディスクマガジン『ディスクステーション』に掲載したところ、コンパイルの広報の人がハマってプレイしていたため、これを見た仁井谷社長が商用化することを決定。仁井谷社長の発案で、ソ連のミハイル・ゴルバチョフ書記長を主人公にすることになった。
ゴルビーとパイプラインの関係について
「ゴルビー」とは、ペレストロイカで名を馳せ日本でも人気があった当時のソビエト連邦大統領（ソビエト連邦共産党書記長）、ミハイル・ゴルバチョフの愛称である。そのため、（建前上の）ゲームの目的は日ソ間の友好関係強化のために東京-モスクワ間をパイプラインでつなぐこととなっている。政治や外交の世界では「パイプ」という言葉が用いられるが、それは「顔が利く」といった意味の比喩であり、水道管そのものというわけではない。しかし現実世界の21世紀において、実際に東京-サハリン間を天然ガスのパイプラインでつなぐ構想が政治レベルで検討されている他、ロシアは東欧とのパイプライン網を通じて欧州への天然ガス販売実績があり、貿易・外交上の重要案件となっているのは確かである。
このほか、何故ゴルバチョフを使用したかについては、『テトリス』(1984年)のヒット要因を「ソ連のゲームだから」と解釈したから、と推測する文献も存在する。
なお、このゲームを開発するにあたって徳間書店は当時のソ連大使館にゴルバチョフの肖像権の使用許可を申請している。ただしゴルバチョフのイラストが登場するのはパッケージ及びカセットとタイトル画面のみであり、メインのゲーム中には登場しない。
2021年現在、本作の権利はD4エンタープライズが所有するが、2021年1月18日にiOSアプリ「PicoPico」で本作のファミリーコンピュータ版が配信された際には、タイトルが単なる『パイプライン大作戦』に変更された。カセットイラストのゴルバチョフは黒塗りにされ、タイトル画面からもゴルバチョフが削除されている。また、2021年6月15日にはプロジェクトEGGでも配信がされたが、そちらでもタイトルは『パイプライン大作戦』に変更され、ゴルバチョフは削除されている。しかし、2023年4月11日には『ゴルビーのパイプライン大作戦』のタイトルでゴルバチョフも登場するバージョンがプロジェクトEGGで配信された。

## スタッフ
- ゲーム・アイデア：若林賢人
- エグゼクティブ・プロデューサー：MOO仁井谷（仁井谷正充）
- 原曲：モデスト・ムソルグスキー、ピョートル・チャイコフスキー、ニコライ・リムスキー＝コルサコフ、セルゲイ・プロコフィエフ、ミハイル・イッポリトフ＝イワノフ、アレクサンドル・ボロディン
- 音楽：迫田敏明
- 編曲：田中勝巳、迫田敏明

## 評価
ゲーム誌『ファミコン通信』の「クロスレビュー」では合計22点(満40点)、『ファミリーコンピュータMagazine』の読者投票による「ゲーム通信簿」での評価は以下の通り17.7点(満30点)となっている。
| 項目 | キャラクタ | 音楽 | お買得度 | 操作性 | 熱中度 | オリジナリティ | 総合 |
| 得点 | 2.9        | 3.0  | 3.0      | 3.0    | 2.9    | 3.0            | 17.7 |